# Alex Garff
Alex Garff f. Rasmussen (født 13. august 1904 på Frederiksberg, død 21. marts 1977 i Gentofte) var en dansk lektor og forfatter. Han var cand. mag i dansk og tysk, underviste på Randers Statsskole og Aurehøj Gymnasium.
Garff har skrevet mange kendte sange. Han var desuden virksom som oversætter. 
Noget af hans bedste lyrik er samlet i Digte fra 1943.
Han var farfar til Joakim Garff.